# Festival international du film de Locarno 2009
Le Festival de Locarno 2009 est la 62e édition du Festival international du film de Locarno. C'est aussi la dernière édition dirigée par Frédéric Maire qui sera remplacé, à partir du 1er septembre 2009, par Olivier Père.
Il se déroule du 6 août au 16 août 2009 et programme 18 longs-métrages en compétition officielle. 

## Hommage
La rétrospective de l'année fut consacrée à l’histoire du cinéma d’animation japonais.
William Friedkin se vit remettre un Léopard d'honneur.
La productrice française Martine Marignac reçut pour sa part le prix Raimondo Rezzonico, décerné chaque année, depuis 2002, à un producteur ou à une maison de production.
L’Excellence Award fut décerné à l’acteur italien Toni Servillo.

## Jury
- Jean-Marie Blanchard, ancien directeur du Grand Théâtre de Genève (France)
- Pascal Bonitzer, scénariste et réalisateur (France)
- Nina Hoss, actrice (Allemagne)
- Luis Miñarro, producteur (Espagne)
- Jonathan Nossiter, réalisateur (Brésil/États-Unis), Président du jury
- Alba Rohrwacher, actrice (Italie)
- Hong Sang-soo, réalisateur (Corée du Sud)

## Compétition
- La Religieuse portugaise d'Eugène Green (France)
- 100 % grec (Akadimia Platonos) de Filippos Tsitos (Grèce)
- Au Voleur de Sarah Leonor (France)
- Tambour battant d'Alexeï Mizguirev (Russie)
- Complices de Frédéric Mermoud (France - Suisse)
- Frontier Blues de Babak Jalali (Iran)
- La Cantante de Tango de Diego Martinez Vignatti (Argentine)
- La Donation de Bernard Émond (Canada)
- La Invención de la Carne de Santiago Loza (Argentine)
- Le Bel Âge (L'Insurgée) de Laurent Perreau (France)
- Nothing Personal d'Urszula Antoniak (Pays-Bas)
- Os Famosos E Os Duendes Da Morte d'Esmir Filho (Brésil)
- Sham Moh d'Ho Yuhang (Malaisie)
- Une Chinoise (She, A Chinese) de Xiaolu Guo (Chine)
- Shirley Adams d'Oliver Hermanus (Afrique du Sud)
- Summer Wars de Mamoru Hosoda (Japon)
- Sur la route (The Search) de Pema Tseden (Tibet, Chine)
- Wakaranai de Masahiro Kobayashi (Japon)

## Palmarès

### Récompenses
- Léopard d'or : Une Chinoise (She, A Chinese) de Xiaolu Guo (Chine)
- Prix spécial du jury : Tambour battant d'Alexeï Mizguirev (Russie)
- Prix de la mise en scène : Alexeï Mizguirev pour Tambour battant (Russie)
- Léopard pour la meilleure interprétation féminine : Lotte Verbeek pour le film Nothing Personal d'Urszula Antoniak (Pays-Bas)
- Léopard pour la meilleure interprétation masculine : Antonis Kafetzopoulos pour le film Akadimia Platonos de Filippos Tsitos (Grèce)

### Section «Cinéastes du Présent»
- Léopard d'or : The Anchorage de C. W. Winter et Anders Edström (États-Unis / Suède)
- Prix spécial du jury : Piombo fuso de Stefano Savona (Italie)

### Léopards de demain

#### Compétition internationale
- Pardino d’or pour le meilleur court métrage international : Believe de Paul Wright (Royaume-Uni)
- Pardino d’argent pour la Compétition internationale Léopards de demain : Variációk de Krisztina Esztergályos (Hongrie)
- Prix Film et Vidéo Untertitelung : No Country for Chicken de HUANG Huang (Chine)
- Mention spéciale : Edgar de Fabian Busch (en) (Allemagne)

#### Compétition nationale
- Pardino d’or du meilleur court métrage suisse : Las Pelotas de Chris Niemeyer (Suisse)
- Pardino d’argent pour la Compétition nationale Léopards de demain : Nachtspaziergang de Christof Wagner (Suisse)
- Prix Action Light pour le meilleur espoir suisse : Connie de Judith Kurmann (Suisse)

### Prix «Cinema e Gioventù» 2009 – Léopards de demain
- Meilleur court métrage pour la Compétition internationale Léopards de demain : Túneles En El Río d'Igor Galuk (Argentine)
- Mention spéciale : Gjemsel d'Aleksandra Niemczyk (Norvège)
- Meilleur court métrage pour la Compétition nationale Léopards de demain : Kitsch Panorama de Gilles Monnat (Suisse)

### Prix du jury des jeunes
- Premier Prix : Nothing Personal d'Urszula Antoniak (Pays-Bas)
- Deuxième Prix : Bernard Émond pour La Donation
- Troisième Prix : Filippos Tsitos pour Akadimia Platonos
- Prix « L’environnement, c’est la qualité de la vie » : La Donation de Bernard Émond (Canada)
- Mention spéciale : Buben Baraban d'Aleksei Mizgiryov (Russie)

### Autres prix
- Léopard de la première œuvre : Nothing Personal d'Urszula Antoniak (Pays-Bas)
- Prix du public : Giulias Verschwinden de Christoph Schaub (Suisse)
- Variety Piazza Grande Award : "Same Same but Different" de Detlev Buck (Allemagne)
- Prix Netpac : Sham Moh (At the End of Daybreak) de Ho Yuhang (Malaisie / Hong Kong / Corée du Sud)
- Mention spéciale du jury Netpac : Ye Dian (One Night in Supermarket) de Yang Qing (Chine)
- Prix de la FIPRESCI : Nothing Personal d'Urszula Antoniak (Pays-Bas)
- Prix du Jury œcuménique : Akadimia Platonos de Filippos Tsitos (Grèce)
- Mention spéciale du jury œcuménique : Nothing Personal d'Urszula Antoniak (Pays-Bas)
- Prix de la Fédération internationale des ciné-clubs : La Donation de Bernard Émond (Canada)
- Prix Art & Essai CICAE : Nothing Personal d'Urszula Antoniak (Pays-Bas)
- Prix de la Semaine de la critique : Pianomania de Robert Cibis et Lilian Franck (Autriche / Allemagne)